# Fred Evans
Fred Evans (n. 4 februarie 1991, Cardiff, Țara Galilor, Regatul Unit) este un boxer ce a reprezentat Marea Britanie, medaliat olimpic. A participat la o ediție a Jocurilor Olimpice (2012) în care a câștigat o medalie de argint.